# 競馬最強の法則
『競馬最強の法則』（けいばさいきょうのほうそく）とは、かつてKKベストセラーズが発行していた日本の競馬雑誌である。
1991年9月10日創刊。定価800円（別冊付録がある場合は880円）。毎月13日発売。

## 概要
競馬の中でも特に中央競馬における馬券の予想に関する話題を中心に扱う雑誌。なかでも競走馬の成績データを基にした予想を多く扱っており、日本におけるスピード指数の事実上の元祖ともいえる「西田式スピード指数」や競馬データベースソフト「TARGET」など、本誌に紹介されたことが契機で競馬ファンに広く普及したものは少なくない。また日刊スポーツが発表する「日刊コンピ指数」の解析に関する記事も長期に渡り連載している。一般から独自の競馬予想法（必勝法）の募集も行っている。
一方で日本中央競馬会(JRA)や地方競馬全国協会(NAR)の内部の運営に関する問題について鋭く切り込む記事も多く、一例を挙げると騎手と騎乗依頼仲介者（エージェント）との関係に着目した記事を連載するなど、単なる馬券雑誌に留まらない。ペーパーオーナーゲーム(POG)に対しては丹下日出夫が事実上の責任者として本誌での連載に加え、毎年5月にはムック『最強のPOG青本』を発行するなどしている。
2018年の8・9月合併号で一旦発行停止となった後、同年10月号より編集者を総入れ替えしてリニューアルした。しかし、前任の編集長であった岩神光一以下、旧編集スタッフはKKベストセラーズよりメディアボーイに移籍した上で競馬雑誌を新たに立ち上げることとなり、同社で同年10月に創刊した「競馬の天才!」を創刊し、事実上分裂状態となった。「競馬の天才!」の紙面はリニューアル前の本雑誌の内容をほぼ踏襲している。
リニューアル前は元騎手で競馬評論家の安田康彦の連載記事「安田康彦元騎手の騎乗考 ヤスヤスとはいかせない!」などがレギュラー記事として掲載されていた。
2019年10月12日発行分で休刊となった。休刊の原因として出版不況による発行部数の減少などで厳しい環境が継続していることを挙げているが、「競馬の天才!」との競合および事実上の分裂による影響も大きくあったとされている。ただ編集部は以降も存続している模様で、2025年現在も不定期刊ながら電子書籍として「デジタル競馬最強の法則」の刊行を継続している。
公式ウェブサイトは、堀江貴文が社長を務めたオン・ザ・エッヂが運営していた競馬サイト『The Derby Square』（ダービースクエア）のコンテンツをベースとして、2001年6月に開設された。公式サイトは、雑誌の休刊後も馬券予想を有料販売するサイトとして、2022年現在も運営を継続している。